# Северная (приток Хальмерью)
Северная — река в России, протекает в Ненецком автономном округе. В верховье слева впадает приток — Северная Вож. В среднем течении реку пересекает дорога от Нарьян-Мара на восток, строящаяся до Усинка. Устье реки находится в 25 км по правому берегу реки Хальмерью. Длина реки составляет 45 км.

## Данные водного реестра
По данным государственного водного реестра России относится к Двинско-Печорскому бассейновому округу, водохозяйственный участок реки — Печора от водомерного поста Усть-Цильма и до устья, речной подбассейн реки — бассейны притоков Печоры ниже впадения Усы. Речной бассейн реки — Печора.
Код объекта в государственном водном реестре — 03050300212103000084596.